# Ісаврія

37°11′16″ пн. ш. 32°14′53″ сх. д. / 37.187777777778° пн. ш. 32.248055555556° сх. д.
Ісаврія (грец. Ἰσαυρία) — назва, що використовувалась в період античності та раннього середньовіччя для означення важкодоступного, ізольованого регіону на Півдні Малої Азії.

## Розташування та ранній період
Межі Ісаврії істотно змінювалися в різні історичні періоди, але, в основному, включали частину сучасної турецької провінції Конья і центральну частину гірської системи Тавра. Назва району походить від войовничого племені ісаврів і їхніх поселень Стара Ісавра (грец. Ίσαυρα Παλαιά, лат. Isaura Vetus) і Нова Ісавра (грец. Ίσαυρα Νέα, лат. Isaura Nova).
Ядром Ісаврії була територія на Північ від таврського хребта і на Південь від міст Іконії (сучасна Конья) та Лістри. В IV ст. до н. е. це був дикий район навколо міста Стара Ісавра поряд з витоком річки Калікадни (нині Гьоксу, тур. Göksu). Коли столиця ісаврів була оточена македонським воєначальником Пердіккою, оборонці, щоб не віддавати місто ворогу, самі дотла спалили його, загинувши при цьому. Згодом ісаври заснували іншу столицю з тією ж назвою — Нову Ісавру, на місці пізнішої фортеці Занґібар (тур. Zengibar Kalesi)
Згідно з повідомленнями Страбона, Ісаврія була частиною Лікаонії. Пізніші дослідники вказували, що Ісаврія надто історично відома, і є самостійним означенням окремого регіону Малої Азії розташованого між Лікаонією, Пісідією, Кілікією і Фригією. Крім столиці, згадуються ще такі міста Ісаврії: Лалассіс, Клібанус, Каралли і Бусмасдіс.
Коли на початку I століття до н. е. римляни вперше зіткнулися з ісаврами, вони розглядали Кілікію як частину Ісаврії, яку вони, таким чином, продовжили до Середземного моря. Це розширене розуміння використовувалось протягом двох століть. Весь басейн річки Калікадни вважався ісаврійським, а міста в її південній течії утворювали так званий Ісаврійський Декаполіс.

## Римський період
У 76-75 роках до н. е. Ісаврія частково перейшла під контроль римлян. У війні проти Риму Кілікійських піратів ісаврійці взяли таку активну участь на боці останніх, що проконсул Публій Сервілій вважав за потрібне завоювати весь народ, прийнявши за це прізвисько Ісаврик. Внаслідок його військової кампанії ісаври були ослаблені, а їх столицю Нову Ісавру здобуто. На початку I століття н. е. вона стала частиною володінь останнього царя Галатії Амінти, проте, ймовірно, зберігали деяку незалежність. У спробі приборкати ісаврів Амінта загинув.
Римляни, нездатні захистити сусідні області від їх набігів були змушені оточити Ісаврію кільцем фортець, що, однак, не призвело до відчутних результатів. Крім того вони об'єднали історичну територію Ісаврії з частиною Кілікії, тим самим змінивши початкове розуміння терміну Ісаврії та її території. Згодом тут утворився так званий Ісаврійський декаполіс в який входили міста: Германікополь, Діокейсарія, Ієранополь, Неаполь, Лаузадос, Зенополь, Дометіополь, Тітополь, Клавдіополь, Далісандос.
Близько III століття ісаври і кілікійці об'єдналися в єдину націю. Під загальним іменем ісаврів вони здійснювали далекі набіги, грабували багаті міста, а їх ватажок Требелліан навіть претендував на титул римського імператора. Хоча Требелліан і був убитий, ісаври так і не були приборкані. Деяких успіхів було досягнуто імператором Пробом, яким були створені додаткові підрозділи для боротьби з ісаврами — Legio I Isaura Sagittaria, Legio II Isaura, Legio III Isaura.
На початку IV століття, в ході адміністративної реформи Діоклетіана, Кілікія і Пісідія були відокремлені від Ісаврії, яка отримала як компенсацію східну частину Памфілії. У 382 році відбулося велике повстання, яке було придушене комітом Матроніаном на чолі із Legio I Armeniaca.

## Візантійський період
Після смерті імператора Лева I в 474 його шестирічний онук Лев, який помер у тому ж році, встиг привести до влади Зенона — ісавра за походженням. Після утвердження Зенона при владі ісаври, яких мешканці Константинополя вважали варварами отримали найкраще становище і відповідальні посади. Після того коли Зенон виявив серед людей, які підняли проти нього повстання своїх земляків, він розпочав військову кампанію проти ісаврів у самому гірському ядрі їх країни, зруйнувавши багато укріплень. За наступника Зенона Анастасія І напруженість між ісаврами та жителями столиці тривала. Новий імператор скориставшись їх опором його владі, конфіскував їх майно і позбавив впливових посад. Далі після важкої шестирічної війни вже в самій Ісаврії їх опір був зламаний, а частина населення переселена на європейську територію імперії у провінцію Фракія. Остаточне приборкання ісварів було досягнуте за імператора Юстиніана І. Термін «Ісаврія» ще певний час вживався, зокрема для означення так званої Ісаврійської династії візантійських імператорів, зв'язок яких з історичною Ісаврією, однак є сумнівним. З приходом на територію Малої Азії турків-сельджуків термін виходить із вжитку.